# Gnidia polycephala
Gnidia polycephala är en tibastväxtart som först beskrevs av Carl Anton von Meyer, och fick sitt nu gällande namn av Ernest Friedrich Gilg och Adolf Engler. Gnidia polycephala ingår i släktet Gnidia och familjen tibastväxter. Inga underarter finns listade i Catalogue of Life.